# بينيث أطلسي

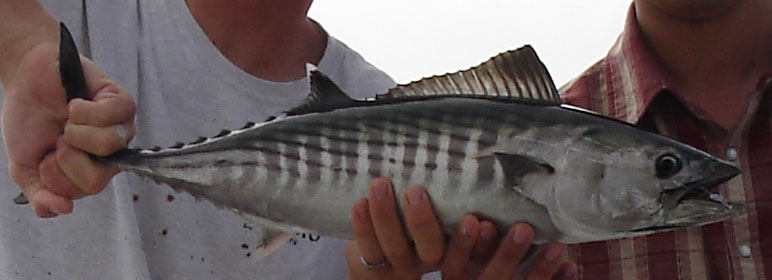
البينيث الأطلسيّ (الاسم العلمي : Sarda sarda)

البينيث الأطلسيّ أو البينيث الاطلنطي أو السَّرْدَة (الاسم العلمي: Sarda sarda) هو نوع من الاسماك، كبير الحجم وشبيه بسمك الإسقمري، ينتمي هذا النوع من الاسماك لعائلة إسقمريات. تتواجد هذه الاسماك بشكل شائع في المياه الضحلة؛ في المحيط الأطلسي، البحر لأبيض المتوسط، والبحر الأسود، يعتبر سمك مهم تجاريا ومهم لدى الصيادين الهواة.

## الوصف
تنتمي اسماك البينيث الأطلسي إلى مجموعة الاسماك ذات الزعانف الظهرية المتقاربة جدًا، أي زعانفها الظهرية مفصولة بمسافة بينية ضيقة وصغيرة. جسم هذه الاسماك مغطى بالحراشف بشكل كلي، وتكون الحراشف لديها، المتواجدة في منطقة الزعنفة الصدرية والخط الجانبي أكبر حجمًا من باقي الحراشف بشكل عام. هذا النوع من الاسماك (الأسماك المتواجدة في جنس البينيث) تختلف عن سمك التونة بشكل الجسم، حيث يكون جسد اسماك البينيث مضغوط على بعضه، كما وتفتقر اسماك البينيث أسنان على سطح الفم، ويجد أيضا بعض الاختلافات في اللون.
تشارك اسماك البينيث الأطلسي العيش في مياه المحيط الأطلسي مع اسماك البينيث المخطط (الاسم العلمي: Sarda orientalis) (في بعض الاحيان تعتبر اسماك البينيث المخطط التي تعيش في مياه المحيط الأطلسي كنوع منفصل؛ وتدعى بالاسم العلمي: Sarda velox). تم العثور على اسماك البينيث المخطط على ساحل المحيط الأطلسي في أقصى الشمال، حيث وصلت حتى رأس كاد. اسماك البينيث المخطط مشابهة في عاداتها اسماك البينيث الأطلسي، ولكنها تعتبر أصغر حجما إلى حد ما من اسماك البينيث الأطلسي؛ والتي تعتبر أكثر شيوعًا. يمكن تمييز اسماك البينيث الأطلسي عن قريبها سمك البينيث المخطط عن طريق تمييز خطوطه المائلة الغامقة المتواجدة على منطقة الظهر، كما وتمتلك اسماك البينيث الأطلسي فك علوي طوله هو حوالي نصف طول رأسها فقط، بينما يكون لدى البينيث المخطط شكل مخطط في جانبه العلوي، ويكون انحناء هذا الشكل المخطط أفقيًا تقريبًا، كما ويكون فكها العلوي أطول من نصف طول رأسها.
يصل طول اسماك البينيث الأطلسي إلى حوالي 75 سنتيمتر (30 بوصة) ويصل وزنها إلى حجم قدره حوالي 5–6 كيلوغرام (11–13 رطل). الرقم القياسي العالمي لوزن هذه السماك هو 18 رطل 4 أونصة (8.3 كـغ)، وقد تم اصطياد السمكة، صاحبة الوزن هذا في الأزور.

## العادات
تعتبر هذه الاسماك قوية في السباحة. عادة، تسافر هذه الاسماك في مجموعات كبيرة إلى حد ما وهي شائعة الوجود في المياه الساحلية، بالقرب من مدينة نيويورك، حيث تعرف باسم «skipjack - سكيب جاك (معنى الاسم: جاك الوثاب)» بسبب عادتها بالقفز من الماء. (مع ان الاسم «skipjack -سكيب جاك» يشير بشكل عام وبشكل أكثر شيوعًا إلى اسماك التونة الوثابة (الاسم العلمي: Katsuwonus pelamis). موسم السرء لاسماك البينيث الأطلسي هو شهر يونيو، والعينات من الاسماك هذه التي يبلغ طولها حوالي 12–15 سنتيمتر (4.7–5.9 بوصة)، يتم اصطيادها في شهر سبتمبر بالقرب وقبالة لونغ آيلند.

## الحمية
تتغذى اسماك البينيث الأطلسي على سمك الإسقمري، سمك المناهدن، اسماك alewives ، الحساسات، Sand lance ، والأسماك الأخرى، كما ويشتمل نظامها الغذائي كذلك على الحبار.

## تقنية اصطياده
غالبا ما يتم اصطياد اسماك البينيث من قبل الصيادين الذين يصطادوا اسماك التونة عند التشخيط. كما ويتم اصطياد اسماك البينيث باستخدام Pound nets ، ويتم صيدها أيضا مع الأنواع الأخرى من الاسماك كصيد عرضي أثناء ممارسة طريقة الصيد التقليدية المسماة مضربة بالإضافة إلى اسماك الصيد الرئيسي؛ والأكبر حجما بكثير، اسماك تن ازرق الزعنفة. يعتقد معظم الصيادين أن سمك البينيث الاطلسي أدنى اهمية من سمك التونة كسمك غذائي، وربما السبب من وراء ذلك هو لاحتواء لحمه على زيوت أكثر، بسبب ذلك؛ تستخدم اسماك البينيث الاطلسي أحيانًا كطعم للصيد.

## مصدرًا للطعام
البينيث هو سمك طعام شهير حول البحر الأبيض المتوسط؛ لحمه يشبه لحم اسماك التونة وسمك الإسقمري، وحجمه متوسط بين حجم نوع الاسماك الاثنين هذين.
اسماك البينيث التي يكون حجمها اقل من حوالي 1 كيلوغرام (2.2 رطل) أو يكون حجمها قريب من هذا الوزن، (تسمى palamut ~ паламут ~ بالاموت باللغة البلغارية)، غالبًا ما يتم شوائها على شكل شرائح. يتم قطع اسماك البينيث الأكبر حجما (تسمى توريك - torik باللغة التركية) على شكل شرائح ويتم حفظها على شكل لاكردة (سمك بينيث مخلل). يتم حفظ اسماك البينيث بشكل معلب أيضًا، لكن بونيتو ديل نورتي - bonito del norte (معلب إسباني)، لا يصنع من اسماك البينيث؛ بل من سمك التونة البيضاء.
غالبًا ما يتم إعداد اسماك البينيث هذه على كاكلة escabeche في الجزائر وإسبانيا، وبالتالي، تحضيرها بهذا الشكل يحافظ عليها لمدة أسبوع تقريبًا. يمكن أيضًا خبز سمك البينيث الاطلسي وتقديمه باردا.